# Tubulanus rubicundus
Tubulanus rubicundus är en djurart som tillhör fylumet slemmaskar, och som först beskrevs av Heinrich Bürger 1892.  Tubulanus rubicundus ingår i släktet Tubulanus och familjen Tubulanidae. Inga underarter finns listade i Catalogue of Life.